# Waterloo: Napoleon's Last Battle
Waterloo: Napoleon’s Last Battle  est un jeu vidéo de type wargame développé par BreakAway Games et publié par Strategy First en 2001 sur PC. Il se déroule pendant les guerres napoléoniennes et simule les dernières batailles menées par l’armée de Napoléon, dont la bataille de Waterloo. Le joueur peut commander les troupes napoléoniennes ou l’armée du duc de Wellington. Le jeu s’appuie sur moteur de jeu de Sid Meier's Gettysburg! (1997) et se déroule donc en temps réel sur un champ de bataille représenté en vue isométrique. Il ne propose pas de campagne mais une trentaine de scénarios indépendant. Outre son mode solo, il propose un mode multijoueur en réseau local ou sur Internet,.

## Accueil
| Waterloo: Napoleon's Last Battle |      |       |
| Média                            | Pays | Notes |
| Gamekult                         | FR   | 6/10  |
| GameSpot                         | US   | 73 %  |
| Jeuxvideo.com                    | FR   | 7/20  |
| Joystick                         | FR   | 50 %  |
| PC Gamer UK                      | GB   | 74 %  |
| PC Gamer US                      | US   | 90 %  |
| PC Zone                          | UK   | 35 %  |